# إدوارد س. دالي
إدوارد س. دالي (بالإنجليزية: Edward C. Daly)‏ هو عسكري أمريكي، ولد في 1914، وتوفي في 1941.